# Johan Palmstruch
Johan Palmstruch, Johan Wittmacher prima di essere fatto nobile, (Riga, 13 giugno 1611 – Stoccolma, 8 marzo 1671), è stato un mercante olandese naturalizzato svedese, accreditato di essere stato il primo ad introdurre le banconote in Europa.

## Biografia

### La carriera politica
Divenne commissario in seno al consiglio nazionale del commercio dopo il suo arrivo in Svezia nel 1647 e iniziò la presentazione di proposte per l'istituzione di istituti bancari a re Carlo X Gustavo nel 1650. Le prime due proposte di questo tipo vennero respinte, ma la terza, che prometteva di devolvere la metà degli utili della banca alla corona, venne accettata. 

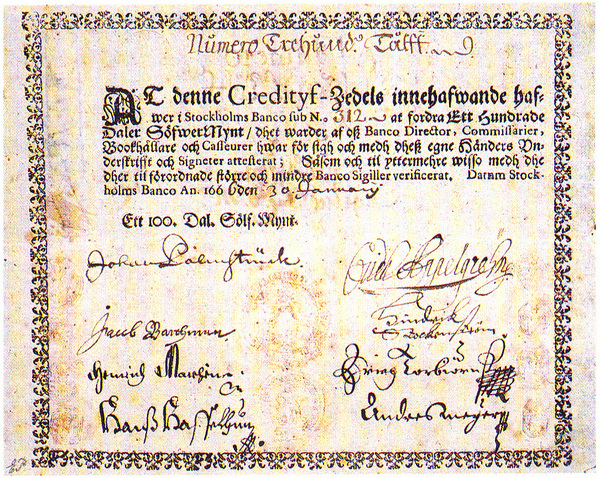
La prima banconota in Europa (1666).

### La direzione delBanco di Stoccolma
Nel 1657 venne fondato il Banco di Stoccolma con Palmstruch nel ruolo di direttore generale. La banca non aveva nulla di nuovo perché era una semplice imitazione delle banche di deposito già presenti con successo ad Amsterdam e ad Amburgo, tuttavia Palmstruch aggiunse due importanti novità. La prima fu quella di utilizzare il denaro depositato nei conti presso la banca per la concessione di prestiti, cosa che divenne ben presto un problema, perché i depositi erano di solito a breve termine ed i finanziamenti a lungo termine, il che significava che se il denaro depositato non era disponibile dovevano essere revocati i prestiti. La seconda innovazione, e  soluzione a questo problema, fu l'introduzione nel 1661 delle Kreditivsedlar ("carta di credito"), il primo esempio europeo di banconota, che sarebbe stata sostituibile, in qualsiasi momento, con le monete d'oro e d'argento. L'innovazione ebbe grande successo ma la banca iniziò a prestare più di quello che poteva permettersi e stampò carta moneta senza le necessarie garanzie collaterali, evento che portò al collasso della banca nel 1668.

### Gli ultimi anni e la morte
Palmstruch venne accusato di contabilità irresponsabile e di non avere i soldi per rimborsare queste banconote a causa di errori di calcolo e omissioni nei suoi libri contabili. Egli non fu in grado di rifondere i clienti e nel 1668 venne condannato alla perdita del suo titolo nobiliare, alla perdita del suo privilegio bancario, e all'esilio o alla pena di morte. Il governo trasformò poi la pena di morte in carcere a vita. Rimase in carcere fino al 1670 e morì l'anno successivo, all'età di 60 anni.